# Орджонікідзе Іван Савелійович
Іван Савелійович Орджонікідзе (1927, село Сакраула, тепер Багдатський муніципалітет, Грузія — ?) — грузинський радянський діяч, шахтар, вибійник шахти імені Сталіна тресту «Ткібулвугілля» Грузинської РСР. Кандидат у члени ЦК КП Грузії. Депутат Верховної Ради СРСР 5-го скликання.

## Життєпис
У 1945 році закінчив сільську неповну середню школу.
З 1945 року — робітник рудоуправління імені Орджонікідзе тресту «Чіатурмарганець» Грузинської РСР.
У 1946—1948 роках — учень Ткібульської фабрично-заводської школи Грузинської РСР.
З 1948 року — вибійник-кріпильник шахти імені Сталіна тресту «Ткібулвугілля» Грузинської РСР, передовик виробництва. Систематично перевиконував виробничий план.
Член ВКП(б) з 1950 року.
Навчався на заочному відділенні гірничого факультету Грузинського політехнічного інституту імені Кірова.
Подальша доля невідома.